# Мамара (мова)
Мамара — мова, що належить до нігеро-конголезької макросімʼї, сімʼї сенуфо. Поширена в Малі (області Сікасо і Сегу). Вивчається в початковій школі, виходять радіопередачі.

## Писемність
Мова мамара користується латиницею. Сучасна абетка має наступний вигляд.
| A a | E e | Ɛ ɛ | I i | O o | Ɔ ɔ | U u | B b | D d | J j  | F f | G g | Gb gb |
| --- | --- | --- | --- | --- | --- | --- | --- | --- | ---- | --- | --- | ----- |
| /a/ | /e/ | /ɛ/ | /i/ | /o/ | /ɔ/ | /u/ | /b/ | /d/ | /d͡ʒ/ | /f/ | /ɡ/ | /ɡ͡b/  |

| H h | K k | Kp kp | L l | M m | N n | Ɲ ɲ | Ŋ ŋ | Ŋm ŋm | P p | R r |
| --- | --- | ----- | --- | --- | --- | --- | --- | ----- | --- | --- |
| /h/ | /k/ | /k͡p/  | /l/ | /m/ | /n/ | /ɲ/ | /ŋ/ | /ŋm/  | /p/ | /r/ |

| S s | Sh sh | T t | C c  | V v | W w | X x | Xh xh | Y y | Z z | Zh zh |
| --- | ----- | --- | ---- | --- | --- | --- | ----- | --- | --- | ----- |
| /s/ | /ʃ/   | /t/ | /t͡ʃ/ | /v/ | /w/ | /χ/ |       | /j/ | /z/ | /ʒ/   |

- Довгі голосні передаються на письмі подвоєнням букв для голосних: aa [aː], ee [eː], ɛɛ [ɛː], ii [iː], oo [oː], ɔɔ [ɔː], uu [uː].
- Носові голосні передаються написанням букви n після букви для голосного: an [ã], ɛn [ɛ̃], in [ĩ], ɔn [ɔ̃], un [ũ]. Звуки [e] і [o] носовими бути не можуть.
- Назалізація довгого голосного також позначається написанням букви n після букв, передаючих довгий голосний: aan [ãː], iin [ĩː], uun [ũː], ɛɛn [ɛ̃ː], ɔɔn [ɔ̃ː]. Звуки [eː] і [oː] носовими бути не можуть.
- Помʼякшення приголосних звуків передається написанням букви y після букви для приголосного: fy [fʲ], py [pʲ], by [bʲ], my [mʲ], ky [kʲ], gy [gʲ], vy [vʲ].
- Огублення приголосних звуків на письмі передається написанням букви w після букви для приголосного: pw [pʷ].
- Для позначення тонів використовуються діакритичні знаки гравіс (`) та акут (´), які ставляться над буквами для голосних.

Раніше використовувався трохи інший алфавіт.
| A a | B b | C c  | D d | E e | È è | F f | G g | Gb gb | H h | I i |
| --- | --- | ---- | --- | --- | --- | --- | --- | ----- | --- | --- |
| /a/ | /b/ | /t͡ʃ/ | /d/ | /e/ | /ɛ/ | /f/ | /g/ | /ɡ͡b/  | /h/ | /i/ |

| J j  | K k | Kp kp | L l | M m | N n | Ny ny | Ŋ ŋ | Ŋm ŋm | O o | Ò ò |
| ---- | --- | ----- | --- | --- | --- | ----- | --- | ----- | --- | --- |
| /d͡ʒ/ | /k/ | /k͡p/  | /l/ | /m/ | /n/ | /ɲ/   | /ŋ/ | /ŋm/  | /o/ | /ɔ/ |

| P p | R r | S s | Sh sh | T t | U u | V v | W w | X x | Y y | Z z | Zh zh |
| --- | --- | --- | ----- | --- | --- | --- | --- | --- | --- | --- | ----- |
| /p/ | /r/ | /s/ | /ʃ/   | /t/ | /u/ | /v/ | /w/ | /χ/ | /j/ | /z/ | /ʒ/   |

- Довгі голосні передаються на письмі подвоєнням букв для голосних: aa [aː], ee [eː], èe [ɛː], ii [iː], oo [oː], òo [ɔː], uu [uː].
- Носові голосні передаються написанням букви n після букви для голосного: an [ã], èn [ɛ̃], in [ĩ], òn [ɔ̃], un [ũ]. Звуки [e] і [o] носовими бути не можуть.
- Помʼякшення приголосних звуків передається написанням букви y після букви для приголосного: fy [fʲ], py [pʲ], ky [kʲ].
- Тони передаються шляхом простановки над буквами для голосних діакритичних знаків: акут (´) — високий тон; гравіс (`) — низький.